# Erica Fischbach

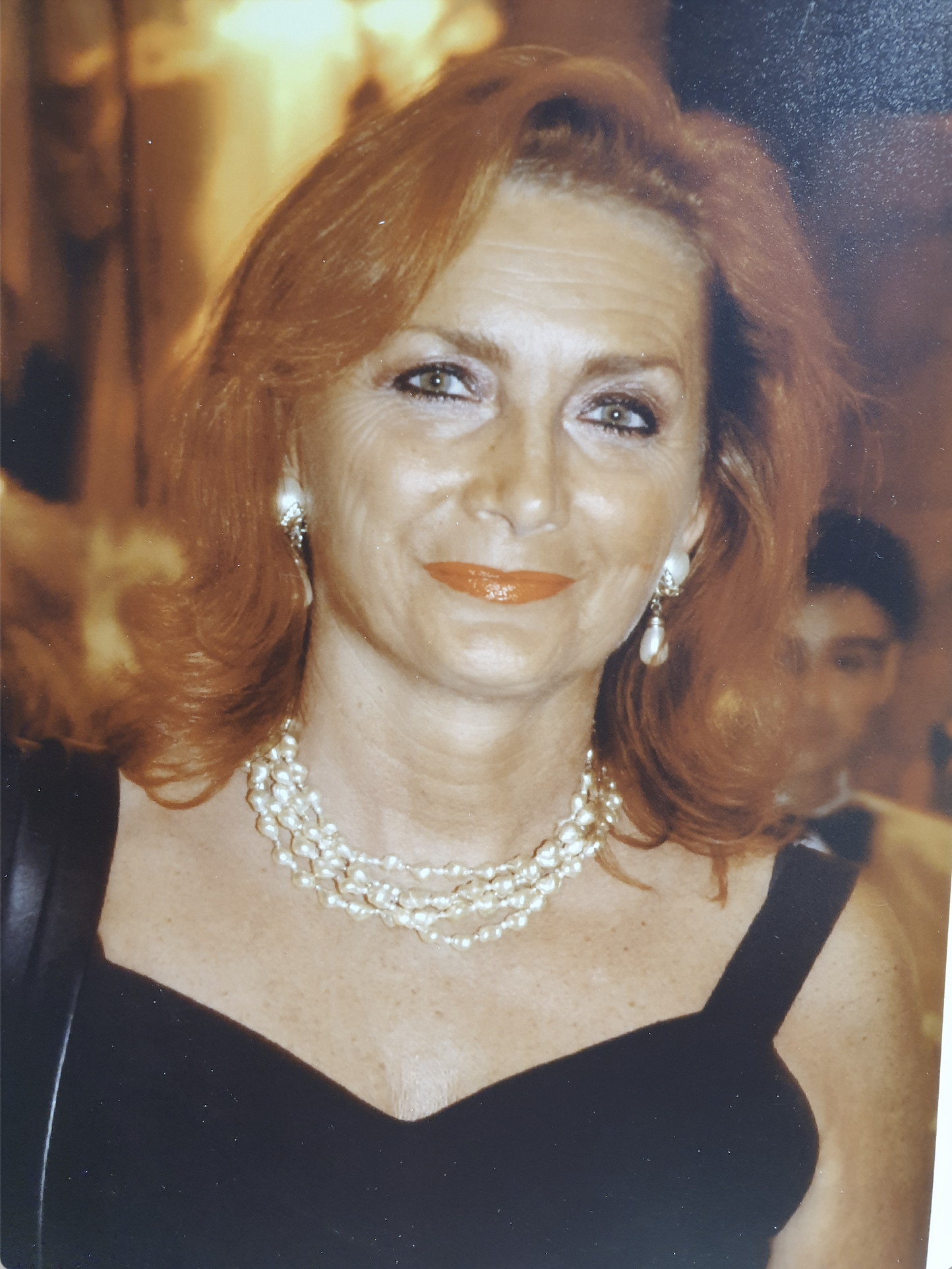
Erica Fischbach / Galaabend

Erica Fischbach (* 5. Februar 1955 in Wiesbaden) ist eine deutsche Sportlerin und Sportfunktionärin (Badminton, Bobsport). Seit 2012 ist sie Präsidentin des Hessischen Bob- und Schlittensportverbandes e. V. und seit 2016 Generalsekretärin der Union of European national football teams of winemakers e. V. 
Als im Jahr 2000 das Team Kohlisch/Hering die Weltmeisterschaft im Damenbob gewann, war Fischbach DBSV-Beauftragte für das Frauen-Bobfahren.

## Leben
Fischbach wurde in Wiesbaden geboren und ging dort in die Johannes-Maaß-Schule und in die Käthe-Kollwitz-Schule; 1969 begann sie eine Ausbildung zur Großhandelskauffrau. 1972 legte sie ihre Prüfung in der Schulze-Delitzsch-Schule ab. Bis 2019 war sie Leiterin des Wahlkreisbüros des Bundestagsabgeordneten Klaus-Peter Willsch. Seit April 2021 ist sie verheiratet mit dem Neurologen Alexei Korchounov-Fischbach.

## Sportliche Laufbahn
- 1970 – 1979  Badminton, 2. Platz Deutsche Juniorenmeisterschaft Damendoppel 1974/1975, 1. Platz Südwestdeutsche Juniorenmeisterschaft Damendoppel 1976, 1. Platz Hessische Juniorenmeisterschaft im Damendoppel 1972, PSV Grün-Weiß Wiesbaden und TV Mainz-Zahlbach
- 1979 – 1989  Ballet- und Jazztanz u. a. mit Auftritten/Solies u. a. (Tanzstudio Lalit Wiesbaden)
- 1989 – 1996  3-5 Jedermann-Zehnkämpfe im Jahr, Verein BRC Michelstadt, Mitglied im Zehnkampf-Team Deutschland
- 1993 – 1995  Bob Anschieberin, Internationale- und nationale Wettkämpfe, 2. Platz Gesamtweltcup 94/95 Team Heike Storch

## Auszeichnungen und Ehrungen

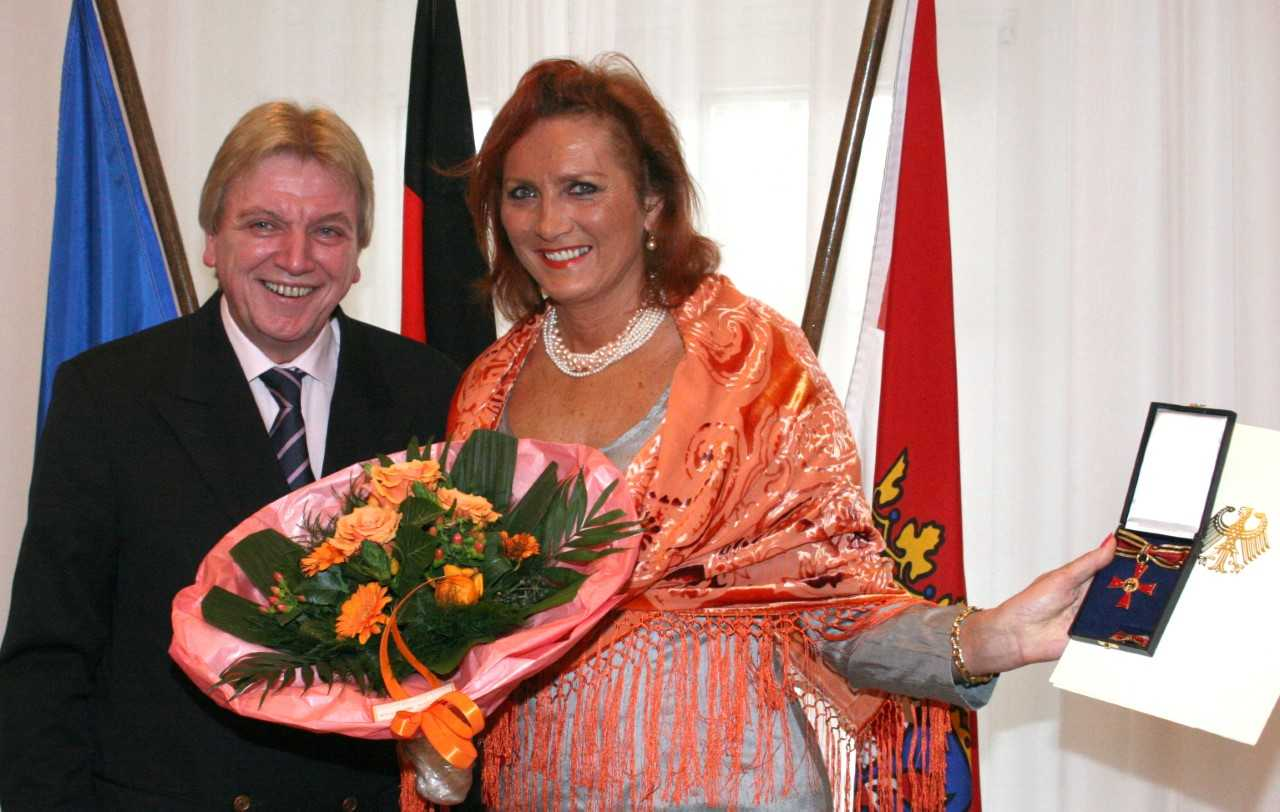
Verleihung des Bundesverdienstkreuzes (links: Ministerpräsident Volker Bouffier)

- Preisträgerin LU-Röder-Preis verliehen vom Landessportbund Hessen für außergewöhnliche Leistungen im Sport (2002)
- Bundesverdienstkreuz am Bande der Bundesrepublik Deutschland (2008) überreicht von Volker Bouffier
- Ehrung Respekt-Kampagne des Landessportbund Hessens (LsbH) und Engagement in der Initiative "Hessen lebt Respekt" der Hessischen Landesregierung (2018)[3]
- Sportplakette des Landes Hessen überreicht durch den Hessischen Innenminister und für Sport Peter Beuth, MdL (2019)

## Ehrenamtliche Tätigkeiten
- 1996 – 2000 Beauftragte für den Damen Bobsport des BSD, Bob- und Schlittensportverband für Deutschland
- 1999 – 2002 Aufbau Damenbob und Ansprechpartnerin International und National:  - National für den Bob- und Schlittensportverband für Deutschland e.V. (früher DBSV) sowie  Mitglied der IBSF (FIBT) Sportkommission
- 1996 – 2002 Pressewartin, Trainerin und Betreuerin des Hess. Bob- und Schlittensportverband e.V., HBSV
- 1996 – 1999 Presse und PR für das Juniorenteam Mathias Höpfner und Mathias Grundwald BSR Rennsteig Oberhof; Thüringen
- 1996 – 2005 Delegierte für den Bob- und Schlittensportverband für Deutschland im Bundesausschuss Frauen im Sport
- 1999 – heute Jurymember der F.I.B.T (heute IBSF), Internationaler Bob- und Skeleton Verbandes; Einsätze bei Weltcups, Europacups, Europa- und Weltmeisterschaften sowie Olympische Spiele
- seit 2003 Hessischer Bob- und Schlittensportverband (HBSV) Bobsport Landestrainerin Herren- und Damenbob
- 2003 – 2016 HBSV Sportwartin Bobsport
- 2003 – 2009 Mitglied im Landesausschuss Frauen im Sport Hessen, zuständig für die Fachverbandsfrauen, Marketing und Öffentlichkeitsarbeit
- 2004 – 2009 Delegierte des DOSB im Deutschen Frauenrat,
- 2006 – 2009 Delegierte des LA-Fis im Landesfrauenrat
- 2006 – 2009 Delegierte des Landesfrauenrat für den Runden Tisch „Gremien gegen Menschenhandel des Hessischen Sozialministerium“
- seit 2012 Präsidentin des Hessischer Bob- und Schlittensportverbandes e.V.
- seit 2010 Vorstandsmitglied – Deutsche Fußballnationalmannschaft der Winzer, WEINELF Deutschland e.V.
- seit 2014 Gründungsmitglied im Verein zur Förderung der Weinkultur e.V.
- seit 2015 Aufbau des Bob – und Athletikstützpunktes Wiesbaden
- seit 2016 Generalsekretärin – Union of European national football teams of winemakers e.V.

## Belege
1. ↑  HBSV | Hessischer Bob und Schlittensportverband. Abgerufen am 28. September 2020.
2. ↑  Jürgen Fischer: Frauenpower im Eiskanal, Welt, 7. Februar 2000, abgerufen am 29. September 2020
3. ↑  Auszeichnung für Erica Fischbach. Abgerufen am 4. Oktober 2020.

| Personendaten    | Personendaten                                                   |
| ---------------- | --------------------------------------------------------------- |
| NAME             | Fischbach, Erica                                                |
| KURZBESCHREIBUNG | deutsche Sportlerin und Sportfunktionärin (Badminton, Bobsport) |
| GEBURTSDATUM     | 5. Februar 1955                                                 |
| GEBURTSORT       | Wiesbaden                                                       |